# خط میخی اکدی
دبیره(خط) میخی اکدی، دبیره‌ایست گرفته شده از خط میخی سومری که اکدی‌ها برای هماهنگی با زبان خود در آن تغییراتی انجام دادند.

## پیشینه
از زمان سارگون یکم که زمان استیلای سامی نژادان است تمدن دیرین سومر نصیب اکدی‌ها گردیده، حتی گروهی از خداوندان سومری با نام و نشان ملی (سومری) نزد آنان پرستیده شد. دسته دسته لغات قضایی و کشوری و دینی و بازرگانی و کشاورزی سومری به زبان سامی اکدی راه یافت.

## چگونگی هماهنگی
البته چون یک خط از هر بخشی که باشد و از هر کجا که باشد و از هر جا و هر نژادی که به وجود آید سازشی با زبان خود قوم مخترع دارد و چون به جای دیگر انتقال یابد و وسیله نوشتن زبان قوم دیگر گردد باید کم و بیش در آن تصرفی بشود، برخی علامات که نمودار اصوات مخصوص زبانی است در زبان دیگر متروک می‌شود و برای اصوات خاص زبانی که خود به آن‌ها اختصاص دارند علاماتی خاص وضع می‌شود.
ناگزیر این تغییر و تبدیل در خطوط میخی سومری پس از انتقال به اکد روی داد. خط سومری که اساساً اشکالی بوده مانند خط هیروگلیف مصری و علامات خط چینی، پس از چندی ساده شده به صورت اشکالی مانند میخ درآمد و آن اشکال و علامات هر یک از برای سیلاب مخصوص و اندیشه‌نگاشت بکار رفت. با وجود تصرفاتی که در نوشتن زبان اکدی به این خط روی داد باز مقدار زیادی از اندیشه‌نگاشت‌های سومری در خط اکدی به جای ماند.

## اندیشه‌نگاشت‌ها
علامات گویای سیلاب‌های زبان اکدی بوده و اندیشه‌نگاشت‌ها که نمودار یک چیز یا یک مفهوم است و نزد اکدی‌ها اشیاء یا معانی را به یاد می‌آورده‌است که به جای آن‌ها لغات اکدی تلفظ می‌کردند نظیر آنچه در پهلوی داریم که به جای کلمات آرامی (هزوارش) کلمات ایرانی به زبان می‌آوریم (یعنی علامت را آرامی می‌نویسیم ولی ایرانی می‌خوانیم یا سومری می‌نویسیم و اکدی می‌خوانیم).

## جُستارهای وابسته
- خط میخی
- خط میخی سومری
- زبان اکدی

## منبع
- «تاریخ خط میخی» نوشته کریستوفر واکر، ترجمه نادر میرسعیدی، انتشارات ققنوس